# آندری بخ
آندری بخ (اوکراینی: Андрій Бех؛ زادهٔ ۱۳ مارس ۱۹۸۳) اسکیت‌باز نمایشی اهل اوکراین است.
وی همچنین از اسکیت‌بازان نمایشی در بازی‌های المپیک زمستانی ۲۰۰۶ بوده‌است.